# Most Likely to Die
Most Likely to Die es una película slasher estadounidense de 2015, dirigida por Anthony DiBlasi. Se estrenó en el Festival de Cine FrightFest de Londres el 30 de agosto de 2015; y luego tuvo su lanzamiento en Estados Unidos el 13 de mayo de 2016.

## Sinopsis
Un grupo de excompañeros se reúnen en una casa previo a la fiesta de diez años de graduación del colegio secundario que se realizará al día siguiente; sin embargo, comienzan a ser asesinados uno por uno de formas relacionadas con las inscripciones del anuario escolar.

## Reparto
- Heather Morris como Gaby.
- Ryan Doom como Brad Campbell.
- Perez Hilton como Freddie.
- Chad Addison como DJ.
- Tess Christiansen como Jade.
- Marci Miller como Simone.
- Tatum Miranda como Bella.
- Johnny Ramey como Lamont.
- Skyler Vallo como Ashley.
- Jake Busey como Tarkin.
- Jason Tobias como Ray Yoder.
- John Doe como El Graduado.

## Calificaciones
| Sitio           | Calificación | Calificación     | Calificación | Ref.  |
| Sitio           | Estrellas    | Estrellas        | Votos        | Ref.  |
| --------------- | ------------ | ---------------- | ------------ | ----- |
| FilmAffinity    | 3.1 de 10    | 3.1/10 estrellas | 311          | [ 3 ] |
| IMDb            | 4.0 de 10    | 4.0/10 estrellas | 4,677        | [ 4 ] |
| Rotten Tomatoes | 1.9 de 5     | 1.9/5 estrellas  | +100         | [ 5 ] |